# 問覡
問覡俗作問米，是中國傳統民間信仰衍生而來的一種通靈行業。靈媒多數為年老的婦人，俗稱問覡婆（問米婆），受聘於客人，把指定的靈魂從靈界請上人界，並附身於通靈者身上，與客人對話。有人質疑，問覡只是通靈者唱獨腳戲的一門騙局。亦有千門江相派利用這個行業進行詐騙。

## 歷史
問覡在幾千年前的古中國已經存在，當時稱為智者的人聲稱能與神靈或鬼靈溝通，懂占卜及天文地理，女稱為「巫」，男稱為「覡」。春秋時代，「巫」被納入禮部，為國君祭天、祭事及卜卦。《地理志下》记道：“始桓公兄襄公淫乱，姑姊妹不嫁，于是令国中民家长女不得嫁，名曰‘巫儿’，为家主祠，嫁者不利其家，民至今以为俗。”袁枚《随园随笔·尸女》考证曰：“大概遇社会之日，则巫儿皆出，妖冶喧阗，故庄公往观，曹刿以为非礼。尸女或即巫儿。”
漢朝時，「巫」又被道術吸納，融為一體，再分為降靈術、召靈術及通靈術。問米屬於召靈術，召靈再分召神靈及鬼靈。道教是透過「術」召靈，以符咒為工具。明清之際，民間多信奉桑三姐、陈三姑娘等，《苏州府志》載：“吴俗信鬼巫，好为迎神赛会。”《巢林笔谈》：“吴俗信巫祝，崇鬼神，每当报赛之期，必极巡游之盛。”

## 巫、覡
夏商时期，国家的君主称为“后”或“王”。在王以下权力最大的是“史”，也称为“巫”，當時是一個官職。巫是上天或神与人间的沟通者，天的旨意由他们传达给君主，再由君主来执行。甲骨文中很多都是进行这种行为的纪录。後分女巫男覡。